# Elezioni comunali in Campania del 2007
Le elezioni comunali in Campania del 2007 si tennero il 27-28 maggio, con ballottaggio il 10-11 giugno.

## Napoli

### Caivano
| Candidati                             | Candidati                      | Voti                        | %      | Liste         | Voti   | %      | Seggi |
| ------------------------------------- | ------------------------------ | --------------------------- | ------ | ------------- | ------ | ------ | ----- |
|                                       | Giuseppe Papaccioli ✔️ Sindaco | 14.083                      | 59,23  | Forza Italia  | 3.859  | 16,49  | 6     |
| Unione di Centro                      | Giuseppe Papaccioli ✔️ Sindaco | 14.083                      | 59,23  | 2.768         | 11,83  | 4      |       |
| Nuovo PSI                             | Giuseppe Papaccioli ✔️ Sindaco | 14.083                      | 59,23  | 2.000         | 8,55   | 3      |       |
| Alleanza Nazionale                    | Giuseppe Papaccioli ✔️ Sindaco | 14.083                      | 59,23  | 1.385         | 5,92   | 2      |       |
| Italia di Mezzo-Altri                 | Giuseppe Papaccioli ✔️ Sindaco | 14.083                      | 59,23  | 1.125         | 4,81   | 2      |       |
| Risveglio                             | Giuseppe Papaccioli ✔️ Sindaco | 14.083                      | 59,23  | 755           | 3,23   | 1      |       |
| Partito Pensionati                    | Giuseppe Papaccioli ✔️ Sindaco | 14.083                      | 59,23  | 306           | 1,31   | -      |       |
| Nuova Italia                          | Giuseppe Papaccioli ✔️ Sindaco | 14.083                      | 59,23  | 263           | 1,12   | -      |       |
| Democrazia Cristiana per le Autonomie | Giuseppe Papaccioli ✔️ Sindaco | 14.083                      | 59,23  | 18            | 0,08   | -      |       |
|                                       | Raffaele Marzano               | 9.692                       | 40,77  | La Margherita | 2.868  | 12,26  | 3     |
| Democratici di Sinistra               | Raffaele Marzano               | 9.692                       | 40,77  | 2.304         | 9,85   | 2      |       |
| Udeur                                 | Raffaele Marzano               | 9.692                       | 40,77  | 2.145         | 9,17   | 2      |       |
| Italia dei Valori                     | Raffaele Marzano               | 9.692                       | 40,77  | 1.296         | 5,54   | 1      |       |
| Socialisti Democratici Italiani       | Raffaele Marzano               | 9.692                       | 40,77  | 929           | 3,97   | 1      |       |
| Federazione dei Verdi                 | Raffaele Marzano               | 9.692                       | 40,77  | 898           | 3,84   | 1      |       |
| Repubblicani Democratici              | Raffaele Marzano               | 9.692                       | 40,77  | 387           | 1,65   | -      |       |
| Rifondazione Comunista                | Raffaele Marzano               | 9.692                       | 40,77  | 92            | 0,39   | -      |       |
| Seggio al candidato sindaco           | Seggio al candidato sindaco    | Seggio al candidato sindaco | 40,77  | 1             |        |        |       |
| Totale                                | Totale                         | 23.398                      | 100,00 |               | 23.775 | 100,00 | 30    |

### Cardito
| Candidati                            | Candidati                   | Voti                        | %      | Liste                   | Voti   | %      | Seggi |
| ------------------------------------ | --------------------------- | --------------------------- | ------ | ----------------------- | ------ | ------ | ----- |
|                                      | Giuseppe Barra ✔️ Sindaco   | 10.055                      | 73,15  | Udeur                   | 3.819  | 28,24  | 6     |
| Socialisti Democratici Italiani      | Giuseppe Barra ✔️ Sindaco   | 10.055                      | 73,15  | 3.283                   | 24,28  | 6      |       |
| Italia dei Valori                    | Giuseppe Barra ✔️ Sindaco   | 10.055                      | 73,15  | 2.093                   | 15,48  | 3      |       |
| Italia di Mezzo                      | Giuseppe Barra ✔️ Sindaco   | 10.055                      | 73,15  | 930                     | 6,88   | 1      |       |
| Partito della Rifondazione Comunista | Giuseppe Barra ✔️ Sindaco   | 10.055                      | 73,15  | 592                     | 4,38   | 1      |       |
|                                      | Rocco di Nardo              | 1.862                       | 13,55  | Forza Italia            | 761    | 5,63   | 1     |
| Unione di Centro                     | Rocco di Nardo              | 1.862                       | 13,55  | 607                     | 4,49   | -      |       |
| Seggio al candidato sindaco          | Seggio al candidato sindaco | Seggio al candidato sindaco | 13,55  | 1                       |        |        |       |
|                                      | Biagio Garofalo             | 1.126                       | 8,19   | Democratici di Sinistra | 877    | 6,49   | -     |
| Seggio al candidato sindaco          | Seggio al candidato sindaco | Seggio al candidato sindaco | 8,19   | 1                       |        |        |       |
|                                      | Sabato Delle Cave           | 702                         | 5,11   | Alleanza Nazionale      | 561    | 4,15   | -     |
| Totale                               | Totale                      | 13.523                      | 100,00 |                         | 13.745 | 100,00 | 20    |

### Casavatore
| Candidati                                            | Candidati                              | Voti                        | %      | Liste                    | Voti   | %      | Seggi |
| ---------------------------------------------------- | -------------------------------------- | --------------------------- | ------ | ------------------------ | ------ | ------ | ----- |
|                                                      | Pasquale Sollo Accede al ballottaggio  | 5.779                       | 48,75  | La Margherita            | 2.380  | 20,52  | 6     |
| Democratici di Sinistra                              | Pasquale Sollo Accede al ballottaggio  | 5.779                       | 48,75  | 1.452                    | 12,52  | 3      |       |
| Socialisti Democratici Italiani                      | Pasquale Sollo Accede al ballottaggio  | 5.779                       | 48,75  | 1.051                    | 9,06   | 2      |       |
| Partito della Rifondazione Comunista                 | Pasquale Sollo Accede al ballottaggio  | 5.779                       | 48,75  | 555                      | 4,78   | 1      |       |
| Italia dei Valori                                    | Pasquale Sollo Accede al ballottaggio  | 5.779                       | 48,75  | 315                      | 2,72   | -      |       |
| Federazione dei Verdi                                | Pasquale Sollo Accede al ballottaggio  | 5.779                       | 48,75  | 312                      | 2,69   | -      |       |
| Iniziativa Popolare Movimento Civico Noi Consumatori | Pasquale Sollo Accede al ballottaggio  | 5.779                       | 48,75  | 65                       | 0,56   | -      |       |
|                                                      | Lorenza Orefice Accede al ballottaggio | 4.482                       | 37,81  | Udeur                    | 1.701  | 14,67  | 3     |
| Alleanza Nazionale                                   | Lorenza Orefice Accede al ballottaggio | 4.482                       | 37,81  | 1.502                    | 12,95  | 2      |       |
| Forza Italia                                         | Lorenza Orefice Accede al ballottaggio | 4.482                       | 37,81  | 738                      | 6,36   | 1      |       |
| Italia di Mezzo                                      | Lorenza Orefice Accede al ballottaggio | 4.482                       | 37,81  | 373                      | 3,22   | -      |       |
| Unione di Centro                                     | Lorenza Orefice Accede al ballottaggio | 4.482                       | 37,81  | 150                      | 1,29   | -      |       |
| Seggio al candidato sindaco                          | Seggio al candidato sindaco            | Seggio al candidato sindaco | 37,81  | 1                        |        |        |       |
|                                                      | Luigi Maglione                         | 1.593                       | 13,44  | Repubblicani Democratici | 332    | 2,86   | -     |
| Lista Nocera                                         | Luigi Maglione                         | 1.593                       | 13,44  | 312                      | 2,69   | -      |       |
| Socialisti per Casavatore                            | Luigi Maglione                         | 1.593                       | 13,44  | 299                      | 2,58   | -      |       |
| I Socialisti Italiani                                | Luigi Maglione                         | 1.593                       | 13,44  | 42                       | 0,36   | -      |       |
| Donne per Casavatore                                 | Luigi Maglione                         | 1.593                       | 13,44  | 20                       | 0,17   | -      |       |
| Seggio al candidato sindaco                          | Seggio al candidato sindaco            | Seggio al candidato sindaco | 13,44  | 1                        |        |        |       |
| Totale                                               | Totale                                 | 11.599                      | 100,00 |                          | 11.854 | 100,00 | 20    |

### Cercola
| Candidati                            | Candidati                               | Voti                        | %      | Liste                | Voti   | %      | Seggi |
| ------------------------------------ | --------------------------------------- | --------------------------- | ------ | -------------------- | ------ | ------ | ----- |
|                                      | Pasquale Tammaro Accede al ballottaggio | 3.847                       | 36,12  | Forza Italia         | 1.811  | 17,65  | 5     |
| Alleanza Nazionale                   | Pasquale Tammaro Accede al ballottaggio | 3.847                       | 36,12  | 672                  | 6,55   | 2      |       |
| Progetto Cercola                     | Pasquale Tammaro Accede al ballottaggio | 3.847                       | 36,12  | 294                  | 2,86   | -      |       |
| Mi Sta a Cuore Cercola               | Pasquale Tammaro Accede al ballottaggio | 3.847                       | 36,12  | 231                  | 2,25   | -      |       |
| Udeur                                | Pasquale Tammaro Accede al ballottaggio | 3.847                       | 36,12  | 219                  | 2,13   | -      |       |
| Italia di Mezzo                      | Pasquale Tammaro Accede al ballottaggio | 3.847                       | 36,12  | 52                   | 0,51   | -      |       |
| Unione di Centro                     | Pasquale Tammaro Accede al ballottaggio | 3.847                       | 36,12  | 34                   | 0,33   | -      |       |
|                                      | Giuseppe Gallo Accede al ballottaggio   | 4.714                       | 44,26  | La Margherita        | 1.814  | 17,68  | 4     |
| Socialisti Democratici Italiani      | Giuseppe Gallo Accede al ballottaggio   | 4.714                       | 44,26  | 1.279                | 12,46  | 3      |       |
| Democratici di Sinistra              | Giuseppe Gallo Accede al ballottaggio   | 4.714                       | 44,26  | 852                  | 8,30   | 1      |       |
| Partito della Rifondazione Comunista | Giuseppe Gallo Accede al ballottaggio   | 4.714                       | 44,26  | 695                  | 6,77   | 1      |       |
| Federazione dei Verdi                | Giuseppe Gallo Accede al ballottaggio   | 4.714                       | 44,26  | 581                  | 5,66   | 1      |       |
| Seggio al candidato sindaco          | Seggio al candidato sindaco             | Seggio al candidato sindaco | 44,26  | 1                    |        |        |       |
|                                      | Aldo Improta                            | 1.122                       | 10,54  | Cercola Città        | 926    | 9,02   | 1     |
| Seggio al candidato sindaco          | Seggio al candidato sindaco             | Seggio al candidato sindaco | 10,54  | 1                    |        |        |       |
|                                      | Mauro Paudice                           | 1.465                       | 13,47  | Unione Campania      | 433    | 4,22   | -     |
|                                      | Sergio Scalzo                           | 328                         | 3,08   | Lista Scalzo-Il Faro | 253    | 2,47   | -     |
|                                      | Gaetano Busiello                        | 119                         | 1,12   | Azione Sociale       | 117    | 1,14   | -     |
| Totale                               | Totale                                  | 10.263                      | 100,00 |                      | 10.650 | 100,00 | 20    |

### Frattaminore
| Candidati                                | Candidati                               | Voti                        | %     | Liste                    | Voti  | %     | Seggi |
| ---------------------------------------- | --------------------------------------- | --------------------------- | ----- | ------------------------ | ----- | ----- | ----- |
|                                          | Vincenzo Caso Accede al ballottaggio    | 3.174                       | 32,27 | Libertà per Frattaminore | 1.199 | 12,32 | 5     |
| Udeur                                    | Vincenzo Caso Accede al ballottaggio    | 3.174                       | 32,27 | 687                      | 7,06  | 3     |       |
| Italia dei Valori                        | Vincenzo Caso Accede al ballottaggio    | 3.174                       | 32,27 | 683                      | 7,02  | 2     |       |
| Italia di Mezzo                          | Vincenzo Caso Accede al ballottaggio    | 3.174                       | 32,27 | 512                      | 5,26  | 2     |       |
|                                          | Giuseppe Firmani Accede al ballottaggio | 3.708                       | 37,70 | Democratici di Sinistra  | 1.866 | 19,17 | 2     |
| Socialisti Democratici Italiani          | Giuseppe Firmani Accede al ballottaggio | 3.708                       | 37,70 | 884                      | 9,08  | 1     |       |
| La Margherita                            | Giuseppe Firmani Accede al ballottaggio | 3.708                       | 37,70 | 690                      | 7,09  | 1     |       |
| Partito della Rifondazione Comunista     | Giuseppe Firmani Accede al ballottaggio | 3.708                       | 37,70 | 324                      | 3,33  | -     |       |
| Federazione dei Verdi-Comunisti Italiani | Giuseppe Firmani Accede al ballottaggio | 3.708                       | 37,70 | 76                       | 0,78  | -     |       |
| Seggio al candidato sindaco              | Seggio al candidato sindaco             | Seggio al candidato sindaco | 37,70 | 1                        |       |       |       |
|                                          | Antonio Capuano                         | 2.390                       | 24,30 | Forza Italia             | 1.452 | 14,92 | 2     |
| Alleanza Nazionale                       | Antonio Capuano                         | 2.390                       | 24,30 | 448                      | 4,60  | -     |       |
| Unione di Centro                         | Antonio Capuano                         | 2.390                       | 24,30 | 387                      | 3,98  | -     |       |
| Seggio al candidato sindaco              | Seggio al candidato sindaco             | Seggio al candidato sindaco | 24,30 | 1                        |       |       |       |
|                                          | Carmelo D'Angelo Tammaro                | 564                         | 5,73  | Movimento Democratico    | 374   | 3,57  | -     |
| I Socialisti Italiani                    | Carmelo D'Angelo Tammaro                | 564                         | 5,73  | 130                      | 1,34  | -     |       |
| Partito Repubblicano Italiano            | Carmelo D'Angelo Tammaro                | 564                         | 5,73  | 47                       | 0,48  | -     |       |
| Totale                                   | Totale                                  | 9.732                       | 100   |                          | 9.836 | 100   | 20    |

### Ischia
| Candidati                                                | Candidati                      | Voti                        | %      | Liste                                | Voti   | %      | Seggi |
| -------------------------------------------------------- | ------------------------------ | --------------------------- | ------ | ------------------------------------ | ------ | ------ | ----- |
|                                                          | Giuseppe Ferrandino ✔️ Sindaco | 7.030                       | 55,26  | La Margherita                        | 2.279  | 18,34  | 4     |
| Udeur                                                    | Giuseppe Ferrandino ✔️ Sindaco | 7.030                       | 55,26  | 1.383                                | 11,13  | 2      |       |
| Fratellanza e Lavoro                                     | Giuseppe Ferrandino ✔️ Sindaco | 7.030                       | 55,26  | 1.287                                | 10,35  | 2      |       |
| Democratici di Sinistra                                  | Giuseppe Ferrandino ✔️ Sindaco | 7.030                       | 55,26  | 1.096                                | 8,82   | 2      |       |
| Unione di Centro                                         | Giuseppe Ferrandino ✔️ Sindaco | 7.030                       | 55,26  | 1.005                                | 8,09   | 2      |       |
|                                                          | Giovanni Sorrentino            | 5.191                       | 40,80  | Forza Italia                         | 2.033  | 16,36  | 3     |
| Democrazia Cristiana per le Autonomie-Italiani nel Mondo | Giovanni Sorrentino            | 5.191                       | 40,80  | 1.262                                | 10,15  | 2      |       |
| Alleanza Nazionale                                       | Giovanni Sorrentino            | 5.191                       | 40,80  | 1.059                                | 8,52   | 1      |       |
| Alleanza Democratica                                     | Giovanni Sorrentino            | 5.191                       | 40,80  | 749                                  | 6,03   | 1      |       |
| Seggio al candidato sindaco                              | Seggio al candidato sindaco    | Seggio al candidato sindaco | 40,80  | 1                                    |        |        |       |
|                                                          | Luciano Venia                  | 270                         | 2,12   | Lista Venia                          | 186    | 1,50   | -     |
|                                                          | Domenico Savio                 | 231                         | 1,82   | Partito Comunista Marxista-Leninista | 90     | 0,72   | -     |
| Totale                                                   | Totale                         | 12.429                      | 100,00 |                                      | 12.722 | 100,00 | 20    |

### Poggiomarino
| Candidati                             | Candidati                               | Voti                        | %     | Liste                   | Voti   | %     | Seggi |
| ------------------------------------- | --------------------------------------- | --------------------------- | ----- | ----------------------- | ------ | ----- | ----- |
|                                       | Vincenzo Vastola Accede al ballottaggio | 3.364                       | 27,02 | Forza Poggiomarino      | 1.557  | 12,91 | 5     |
| Alleanza Nazionale                    | Vincenzo Vastola Accede al ballottaggio | 3.364                       | 27,02 | 1.372                   | 11,37  | 5     |       |
| Italiani nel Mondo                    | Vincenzo Vastola Accede al ballottaggio | 3.364                       | 27,02 | 399                     | 3,31   | 1     |       |
| Democrazia Cristiana per le Autonomie | Vincenzo Vastola Accede al ballottaggio | 3.364                       | 27,02 | 324                     | 2,69   | 1     |       |
|                                       | Giuseppe Salvati Accede al ballottaggio | 3.488                       | 28,02 | Forza Italia            | 2.358  | 19,55 | 3     |
| Democrazia Popolare                   | Giuseppe Salvati Accede al ballottaggio | 3.488                       | 28,02 | 472                     | 3,91   | -     |       |
| Unione di Centro                      | Giuseppe Salvati Accede al ballottaggio | 3.488                       | 28,02 | 462                     | 3,83   | -     |       |
| Insieme è Possibile                   | Giuseppe Salvati Accede al ballottaggio | 3.488                       | 28,02 | 422                     | 3,50   | -     |       |
| Seggio al candidato sindaco           | Seggio al candidato sindaco             | Seggio al candidato sindaco | 28,02 | 1                       |        |       |       |
|                                       | Pantaleone Annunziata                   | 3.089                       | 24,82 | Democratici di Sinistra | 1.522  | 12,62 | 1     |
| Con...Leo                             | Pantaleone Annunziata                   | 3.089                       | 24,82 | 488                     | 4,05   | -     |       |
| Socialisti Democratici Italiani       | Pantaleone Annunziata                   | 3.089                       | 24,82 | 176                     | 1,46   | -     |       |
| Seggio al candidato sindaco           | Seggio al candidato sindaco             | Seggio al candidato sindaco | 24,82 | 1                       |        |       |       |
|                                       | Giuseppe Zamboli                        | 2.106                       | 16,92 | La Margherita           | 1.172  | 9,72  | 1     |
| Udeur                                 | Giuseppe Zamboli                        | 2.106                       | 16,92 | 696                     | 5,77   | -     |       |
| Insieme si Può                        | Giuseppe Zamboli                        | 2.106                       | 16,92 | 370                     | 3,07   | -     |       |
| Seggio al candidato sindaco           | Seggio al candidato sindaco             | Seggio al candidato sindaco | 16,92 | 1                       |        |       |       |
|                                       | Ciro Salvatore Nappo                    | 401                         | 3,72  | Italia di Mezzo         | 273    | 2,26  | -     |
| Totale                                | Totale                                  | 12.063                      | 100   |                         | 12.448 | 100   | 20    |

### Quarto
| Candidati                             | Candidati                   | Voti                        | %     | Liste                       | Voti   | %     | Seggi |
| ------------------------------------- | --------------------------- | --------------------------- | ----- | --------------------------- | ------ | ----- | ----- |
|                                       | Sauro Secone ✔️ Sindaco     | 11.955                      | 52,78 | Democratici di Sinistra     | 4.701  | 21,51 | 8     |
| La Margherita                         | Sauro Secone ✔️ Sindaco     | 11.955                      | 52,78 | 2.406                       | 11,01  | 4     |       |
| Federazione dei Verdi                 | Sauro Secone ✔️ Sindaco     | 11.955                      | 52,78 | 1.342                       | 6,14   | 2     |       |
| Rifondazione Comunista                | Sauro Secone ✔️ Sindaco     | 11.955                      | 52,78 | 1.181                       | 5,40   | 2     |       |
| Udeur                                 | Sauro Secone ✔️ Sindaco     | 11.955                      | 52,78 | 1.040                       | 4,76   | 1     |       |
| Italia dei Valori                     | Sauro Secone ✔️ Sindaco     | 11.955                      | 52,78 | 793                         | 3,63   | 1     |       |
|                                       | Leonardo Apa                | 7.623                       | 33,65 | Forza Italia                | 4.859  | 22,23 | 6     |
| Unione di Centro                      | Leonardo Apa                | 7.623                       | 33,65 | 1.558                       | 7,13   | 2     |       |
| Alleanza Nazionale                    | Leonardo Apa                | 7.623                       | 33,65 | 1.076                       | 4,92   | 1     |       |
| No ai Pacs                            | Leonardo Apa                | 7.623                       | 33,65 | 94                          | 0,43   | -     |       |
| Partito Pensionati                    | Leonardo Apa                | 7.623                       | 33,65 | 35                          | 0,16   | -     |       |
| Seggio al candidato sindaco           | Seggio al candidato sindaco | Seggio al candidato sindaco | 33,65 | 1                           |        |       |       |
|                                       | Gennaro Prencipe            | 1.950                       | 8,61  | Italia di Mezzo             | 1.525  | 6,98  | 1     |
| Democrazia Cristiana per le Autonomie | Gennaro Prencipe            | 1.950                       | 8,61  | 438                         | 2,00   | -     |       |
| Seggio al candidato sindaco           | Seggio al candidato sindaco | Seggio al candidato sindaco | 8,61  | 1                           |        |       |       |
|                                       | Giovanni Santoro            | 949                         | 4,19  | Lista Santoro-Quarto con Te | 639    | 2,92  | -     |
|                                       | Fabiola D'Alessio           | 174                         | 0,77  | Lista Comunista             | 166    | 0,76  | -     |
| Totale                                | Totale                      | 21.853                      | 100   |                             | 22.651 | 100   | 30    |

### San Giorgio a Cremano
| Candidati                                            | Candidati                     | Voti                        | %      | Liste                             | Voti   | %      | Seggi |
| ---------------------------------------------------- | ----------------------------- | --------------------------- | ------ | --------------------------------- | ------ | ------ | ----- |
|                                                      | Domenico Giorgiano ✔️ Sindaco | 16.112                      | 54,07  | La Margherita                     | 4.961  | 16,95  | 7     |
| Democratici di Sinistra                              | Domenico Giorgiano ✔️ Sindaco | 16.112                      | 54,07  | 3.463                             | 11,84  | 5      |       |
| Rifondazione Comunista                               | Domenico Giorgiano ✔️ Sindaco | 16.112                      | 54,07  | 1.740                             | 5,95   | 2      |       |
| Federazione dei Verdi                                | Domenico Giorgiano ✔️ Sindaco | 16.112                      | 54,07  | 1.365                             | 4,67   | 1      |       |
| Socialisti Democratici Italiani                      | Domenico Giorgiano ✔️ Sindaco | 16.112                      | 54,07  | 1.360                             | 4,65   | 1      |       |
| Comunisti Italiani                                   | Domenico Giorgiano ✔️ Sindaco | 16.112                      | 54,07  | 917                               | 3,13   | 1      |       |
| Giorgiano Sindaco                                    | Domenico Giorgiano ✔️ Sindaco | 16.112                      | 54,07  | 751                               | 2,57   | 1      |       |
| Italia di Mezzo                                      | Domenico Giorgiano ✔️ Sindaco | 16.112                      | 54,07  | 689                               | 2,35   | -      |       |
| Repubblicani Democratici                             | Domenico Giorgiano ✔️ Sindaco | 16.112                      | 54,07  | 676                               | 2,31   | -      |       |
| Iniziativa Popolare Movimento Civico Noi Consumatori | Domenico Giorgiano ✔️ Sindaco | 16.112                      | 54,07  | 538                               | 1,84   | -      |       |
|                                                      | Gaetano Punzo                 | 11.431                      | 38,36  | Udeur                             | 2.927  | 10,00  | 3     |
| Forza Italia                                         | Gaetano Punzo                 | 11.431                      | 38,36  | 2.703                             | 9,24   | 3      |       |
| Italia dei Valori                                    | Gaetano Punzo                 | 11.431                      | 38,36  | 2.615                             | 8,94   | 3      |       |
| Alleanza Nazionale                                   | Gaetano Punzo                 | 11.431                      | 38,36  | 1.156                             | 3,95   | 1      |       |
| Nuovo Psi                                            | Gaetano Punzo                 | 11.431                      | 38,36  | 683                               | 2,33   | -      |       |
| Unione di Centro                                     | Gaetano Punzo                 | 11.431                      | 38,36  | 610                               | 2,08   | -      |       |
| Democrazia Cristiana per le Autonomie                | Gaetano Punzo                 | 11.431                      | 38,36  | 351                               | 1,20   | -      |       |
| Partito Pensionati                                   | Gaetano Punzo                 | 11.431                      | 38,36  | 60                                | 0,21   | -      |       |
| Seggio al candidato sindaco                          | Seggio al candidato sindaco   | Seggio al candidato sindaco | 38,36  | 1                                 |        |        |       |
|                                                      | Aldo Raucci                   | 1.709                       | 5,74   | Per la Nostra Città               | 822    | 2,81   | -     |
| Noi Democratici                                      | Aldo Raucci                   | 1.709                       | 5,74   | 412                               | 1,41   | -      |       |
| Seggio al candidato sindaco                          | Seggio al candidato sindaco   | Seggio al candidato sindaco | 5,74   | 1                                 |        |        |       |
|                                                      | Maurizio Bruno                | 278                         | 0,93   | Alleanza Popolare per San Giorgio | 265    | 0,91   | -     |
|                                                      | Enrico De Marco               | 269                         | 0,90   | Azione Sociale                    | 196    | 0,67   | -     |
| Totale                                               | Totale                        | 29.260                      | 100,00 |                                   | 29.799 | 100,00 | 30    |

### San Giuseppe Vesuviano
| Candidati                             | Candidati                            | Voti                        | %      | Liste              | Voti   | %      | Seggi |
| ------------------------------------- | ------------------------------------ | --------------------------- | ------ | ------------------ | ------ | ------ | ----- |
|                                       | Antonio Agostino Ambrosio ✔️ Sindaco | 9.994                       | 55,75  | Forza Italia       | 5.062  | 28,96  | 9     |
| Italiani nel Mondo                    | Antonio Agostino Ambrosio ✔️ Sindaco | 9.994                       | 55,75  | 1.099              | 6,29   | 1      |       |
| Italia di Mezzo                       | Antonio Agostino Ambrosio ✔️ Sindaco | 9.994                       | 55,75  | 1.086              | 6,21   | 1      |       |
| Unione Sangiuseppese                  | Antonio Agostino Ambrosio ✔️ Sindaco | 9.994                       | 55,75  | 1.077              | 6,16   | 1      |       |
| Partito Democratico Cristiano         | Antonio Agostino Ambrosio ✔️ Sindaco | 9.994                       | 55,75  | 915                | 5,24   | 1      |       |
| Democrazia Cristiana per le Autonomie | Antonio Agostino Ambrosio ✔️ Sindaco | 9.994                       | 55,75  | 794                | 4.54   | 1      |       |
| Lista Civica Cuore                    | Antonio Agostino Ambrosio ✔️ Sindaco | 9.994                       | 55,75  | 743                | 4,25   | 1      |       |
| Democrazia Cristiana                  | Antonio Agostino Ambrosio ✔️ Sindaco | 9.994                       | 55,75  | 705                | 4,03   | 1      |       |
| Lista Casilli                         | Antonio Agostino Ambrosio ✔️ Sindaco | 9.994                       | 55,75  | 515                | 2,95   | -      |       |
| Giovani Azzurri                       | Antonio Agostino Ambrosio ✔️ Sindaco | 9.994                       | 55,75  | 506                | 2,90   | -      |       |
| Partito Liberale Italiano             | Antonio Agostino Ambrosio ✔️ Sindaco | 9.994                       | 55,75  | 458                | 2,62   | -      |       |
| Lista Donne                           | Antonio Agostino Ambrosio ✔️ Sindaco | 9.994                       | 55,75  | 416                | 2,38   | -      |       |
|                                       | Luigi Bobbio                         | 4.847                       | 27,04  | Alleanza Nazionale | 1.550  | 8,87   | 1     |
| Unione di Centro                      | Luigi Bobbio                         | 4.847                       | 27,04  | 419                | 2,40   | -      |       |
| Seggio al candidato sindaco           | Seggio al candidato sindaco          | Seggio al candidato sindaco | 27,04  | 1                  |        |        |       |
|                                       | Dolorosa Franzese                    | 2.788                       | 13,55  | L'Ulivo            | 1.492  | 8,54   | 1     |
| Ricominiciamo Insieme                 | Dolorosa Franzese                    | 2.788                       | 13,55  | 440                | 2,52   | -      |       |
| Seggio al candidato sindaco           | Seggio al candidato sindaco          | Seggio al candidato sindaco | 13,55  | 1                  |        |        |       |
|                                       | Michele Ferraro                      | 296                         | 1,65   | Udeur              | 200    | 1,14   | -     |
| Totale                                | Totale                               | 17.477                      | 100,00 |                    | 17.925 | 100,00 | 20    |

### Sant'Anastasia
| Candidati                       | Candidati                                | Voti                        | %     | Liste                                | Voti   | %     | Seggi |
| ------------------------------- | ---------------------------------------- | --------------------------- | ----- | ------------------------------------ | ------ | ----- | ----- |
|                                 | Carmine Pone Accede al ballottaggio      | 6.714                       | 37,97 | Forza Italia                         | 3.123  | 18,35 | 4     |
| Alleanza Nazionale              | Carmine Pone Accede al ballottaggio      | 6.714                       | 37,97 | 1.388                                | 8,16   | 2     |       |
| Unione di Centro                | Carmine Pone Accede al ballottaggio      | 6.714                       | 37,97 | 1.246                                | 7,32   | 1     |       |
|                                 | Antonio Dobellini Accede al ballottaggio | 8.238                       | 46,59 | La Margherita                        | 3.187  | 18,73 | 4     |
| Democratici di Sinistra         | Antonio Dobellini Accede al ballottaggio | 8.238                       | 46,59 | 2.557                                | 15,02  | 3     |       |
| Socialisti Democratici Italiani | Antonio Dobellini Accede al ballottaggio | 8.238                       | 46,59 | 2.315                                | 13,60  | 3     |       |
| Progressisti per Sant'Anastasia | Antonio Dobellini Accede al ballottaggio | 8.238                       | 46,59 | 637                                  | 3,74   | -     |       |
| Udeur                           | Antonio Dobellini Accede al ballottaggio | 8.238                       | 46,59 | 445                                  | 2,61   | -     |       |
| Democrazia Cristiana            | Antonio Dobellini Accede al ballottaggio | 8.238                       | 46,59 | 406                                  | 2,39   | -     |       |
| Seggio al candidato sindaco     | Seggio al candidato sindaco              | Seggio al candidato sindaco | 46,59 | 1                                    |        |       |       |
|                                 | Paolo Esposito                           | 2.538                       | 14,35 | Sant'Anastasia al Centro             | 1.353  | 7,95  | 1     |
| Italia di Mezzo                 | Paolo Esposito                           | 2.538                       | 14,35 | 278                                  | 1,63   | -     |       |
| Seggio al candidato sindaco     | Seggio al candidato sindaco              | Seggio al candidato sindaco | 14,35 | 1                                    |        |       |       |
|                                 | Luigi Esposito                           | 193                         | 1,09  | Rinnovamento-Partecipazione-Finalità | 84     | 0,49  | -     |
| Totale                          | Totale                                   | 17.019                      | 100   |                                      | 17.683 | 100   | 20    |

### Sant'Antimo
| Candidati                       | Candidati                     | Voti                 | %     | Liste                   | Voti   | %     | Seggi |
| ------------------------------- | ----------------------------- | -------------------- | ----- | ----------------------- | ------ | ----- | ----- |
|                                 | Francesco Piemonte ✔️ Sindaco | 11.339               | 55,89 | Forza Italia            | 7.042  | 35,23 | 12    |
| Alleanza Nazionale              | Francesco Piemonte ✔️ Sindaco | 11.339               | 55,89 | 1.668                   | 8,35   | 3     |       |
| Unione di Centro                | Francesco Piemonte ✔️ Sindaco | 11.339               | 55,89 | 1.184                   | 5,92   | 2     |       |
| Insieme                         | Francesco Piemonte ✔️ Sindaco | 11.339               | 55,89 | 824                     | 4,12   | 1     |       |
| Nuovo PSI                       | Francesco Piemonte ✔️ Sindaco | 11.339               | 55,89 | 767                     | 3,84   | 1     |       |
| Italia di Mezzo                 | Francesco Piemonte ✔️ Sindaco | 11.339               | 55,89 | 552                     | 2,76   | -     |       |
| Italiani nel Mondo              | Francesco Piemonte ✔️ Sindaco | 11.339               | 55,89 | 136                     | 0,68   | -     |       |
| Partito Pensionati              | Francesco Piemonte ✔️ Sindaco | 11.339               | 55,89 | 8                       | 0,04   | -     |       |
|                                 | Carlo Ceparano                | 6.477                | 31,93 | Federazione dei Verdi   | 1.925  | 9,63  | 3     |
| La Margherita                   | Carlo Ceparano                | 6.477                | 31,93 | 1.565                   | 7,83   | 2     |       |
| Udeur                           | Carlo Ceparano                | 6.477                | 31,93 | 1.293                   | 6,47   | 2     |       |
| Sinistra Unita                  | Carlo Ceparano                | 6.477                | 31,93 | 561                     | 2,81   | -     |       |
| Seggio di coalizione            | Seggio di coalizione          | Seggio di coalizione | 31,93 | 1                       |        |       |       |
|                                 | Immacolata Mariniello         | 2.471                | 12,18 | Democratici di Sinistra | 1.724  | 8,63  | 2     |
| Socialisti Democratici Italiani | Immacolata Mariniello         | 2.471                | 12,18 | 739                     | 3,70   | -     |       |
| Seggio di coalizione            | Seggio di coalizione          | Seggio di coalizione | 12,18 | 1                       |        |       |       |
| Totale                          | Totale                        | 19.988               | 100   |                         | 20.287 | 100   | 30    |

### Terzigno
| Candidati                       | Candidati                                   | Voti                 | %     | Liste                                 | Voti  | %     | Seggi |
| ------------------------------- | ------------------------------------------- | -------------------- | ----- | ------------------------------------- | ----- | ----- | ----- |
|                                 | Domenico Auricchio Accede al ballottaggio   | 1.533                | 15,70 | Partito della Libertà                 | 718   | 7,59  | 2     |
| Alleanza Nazionale              | Domenico Auricchio Accede al ballottaggio   | 1.533                | 15,70 | 463                                   | 4,89  | 1     |       |
|                                 | Vincenzo Sangiovanni Accede al ballottaggio | 3.805                | 38,96 | Terra Viva                            | 1.587 | 16,78 | 4     |
| Per Sangiovanni Sindaco         | Vincenzo Sangiovanni Accede al ballottaggio | 3.805                | 38,96 | 1.083                                 | 11,45 | 2     |       |
| Socialisti Democratici Italiani | Vincenzo Sangiovanni Accede al ballottaggio | 3.805                | 38,96 | 1.046                                 | 11,06 | 2     |       |
| Democratici di Sinistra         | Vincenzo Sangiovanni Accede al ballottaggio | 3.805                | 38,96 | 577                                   | 6,10  | 1     |       |
| Italia dei Valori               | Vincenzo Sangiovanni Accede al ballottaggio | 3.805                | 38,96 | 392                                   | 4,14  | 1     |       |
| Federazione dei Verdi           | Vincenzo Sangiovanni Accede al ballottaggio | 3.805                | 38,96 | 196                                   | 2,07  | -     |       |
| Seggio di coalizione            | Seggio di coalizione                        | Seggio di coalizione | 38,96 | 1                                     |       |       |       |
|                                 | Carlo Vaiano                                | 1.503                | 15,39 | La Margherita                         | 1.056 | 11,16 | 2     |
| Seggio di coalizione            | Seggio di coalizione                        | Seggio di coalizione | 15,39 | 1                                     |       |       |       |
|                                 | Luigi Antonio Casillo                       | 1.396                | 14,29 | Forza Italia                          | 1.116 | 11,80 | 2     |
| Udeur                           | Luigi Antonio Casillo                       | 1.396                | 14,29 | 173                                   | 1,83  | -     |       |
| Seggio di coalizione            | Seggio di coalizione                        | Seggio di coalizione | 14,29 | 1                                     |       |       |       |
|                                 | Francesco Ranieri                           | 942                  | 9,65  | I Giovani per Terzigno                | 338   | 3,57  | -     |
| Il Tralcio                      | Francesco Ranieri                           | 942                  | 9,65  | 303                                   | 3,20  | -     |       |
|                                 | Paolo Caldarelli                            | 375                  | 3,84  | Unione di Centro                      | 173   | 1,83  | -     |
|                                 | Antonio De Falco                            | 212                  | 2,17  | Democrazia Cristiana per le Autonomie | 113   | 1,19  | -     |
| Totale                          | Totale                                      | 9.460                | 100   |                                       | 9.766 | 100   | 20    |

### Torre Annunziata
| Candidati                             | Candidati                   | Voti                        | %     | Liste                   | Voti   | %     | Seggi |
| ------------------------------------- | --------------------------- | --------------------------- | ----- | ----------------------- | ------ | ----- | ----- |
|                                       | Giosuè Starita ✔️ Sindaco   | 17.792                      | 69,37 | Democratici di Sinistra | 5.341  | 21,05 | 7     |
| La Margherita                         | Giosuè Starita ✔️ Sindaco   | 17.792                      | 69,37 | 5.079                   | 20,02  | 7     |       |
| Socialdemocrazia                      | Giosuè Starita ✔️ Sindaco   | 17.792                      | 69,37 | 3.320                   | 13,09  | 4     |       |
| Italia dei Valori                     | Giosuè Starita ✔️ Sindaco   | 17.792                      | 69,37 | 1.395                   | 5,50   | 2     |       |
| Rifondazione Comunista                | Giosuè Starita ✔️ Sindaco   | 17.792                      | 69,37 | 728                     | 2,87   | -     |       |
| Unità Socialista                      | Giosuè Starita ✔️ Sindaco   | 17.792                      | 69,37 | 690                     | 2,72   | -     |       |
| Comunisti Italiani                    | Giosuè Starita ✔️ Sindaco   | 17.792                      | 69,37 | 503                     | 1,98   | -     |       |
| Repubblicani Europei                  | Giosuè Starita ✔️ Sindaco   | 17.792                      | 69,37 | 480                     | 1,89   | -     |       |
| Repubblicani Democratici Verdi        | Giosuè Starita ✔️ Sindaco   | 17.792                      | 69,37 | 438                     | 1,73   | -     |       |
|                                       | Luigi Monaco                | 7.857                       | 30,63 | Udeur                   | 1.582  | 6,24  | 2     |
| Italia di Mezzo                       | Luigi Monaco                | 7.857                       | 30,63 | 1.424                   | 5,61   | 2     |       |
| Forza Italia                          | Luigi Monaco                | 7.857                       | 30,63 | 1.347                   | 5,31   | 2     |       |
| Alleanza Nazionale                    | Luigi Monaco                | 7.857                       | 30,63 | 1.256                   | 4,95   | 1     |       |
| Orgoglio e Dignità Torrese            | Luigi Monaco                | 7.857                       | 30,63 | 767                     | 3,02   | -     |       |
| Democrazia Cristiana per le Autonomie | Luigi Monaco                | 7.857                       | 30,63 | 515                     | 2,03   | -     |       |
| Unione di Centro                      | Luigi Monaco                | 7.857                       | 30,63 | 502                     | 1,98   | -     |       |
| Seggio al candidato sindaco           | Seggio al candidato sindaco | Seggio al candidato sindaco | 30,63 | 1                       |        |       |       |
| Totale                                | Totale                      | 25.367                      | 100   |                         | 25.649 | 100   | 30    |

### Torre del Greco
| Candidati                            | Candidati                              | Voti                 | %     | Liste            | Voti   | %     | Seggi |
| ------------------------------------ | -------------------------------------- | -------------------- | ----- | ---------------- | ------ | ----- | ----- |
|                                      | Ciro Borriello Accede al ballottaggio  | 21.697               | 42,95 | Forza Italia     | 7.054  | 14,30 | 6     |
| Italia dei Valori                    | Ciro Borriello Accede al ballottaggio  | 21.697               | 42,95 | 4.489            | 9,10   | 3     |       |
| Alleanza Nazionale                   | Ciro Borriello Accede al ballottaggio  | 21.697               | 42,95 | 3.424            | 6,94   | 3     |       |
| Borriello Sindaco                    | Ciro Borriello Accede al ballottaggio  | 21.697               | 42,95 | 3.223            | 6,54   | 2     |       |
| Unione Democratica per la Repubblica | Ciro Borriello Accede al ballottaggio  | 21.697               | 42,95 | 2.144            | 4,35   | 1     |       |
| Italiani nel Mondo                   | Ciro Borriello Accede al ballottaggio  | 21.697               | 42,95 | 1.382            | 2,80   | 1     |       |
| Italia di Mezzo                      | Ciro Borriello Accede al ballottaggio  | 21.697               | 42,95 | 1.363            | 2,76   | 1     |       |
| Partito Repubblicano Italiano        | Ciro Borriello Accede al ballottaggio  | 21.697               | 42,95 | 1.343            | 2,72   | 1     |       |
| Partito Pensionati                   | Ciro Borriello Accede al ballottaggio  | 21.697               | 42,95 | 67               | 0,14   | -     |       |
|                                      | Alfonso Ascione Accede al ballottaggio | 19.817               | 39,23 | La Margherita    | 7.525  | 15,26 | 4     |
| Democratici di Sinistra              | Alfonso Ascione Accede al ballottaggio | 19.817               | 39,23 | 4.323            | 8,77   | 2     |       |
| Insieme per la Città                 | Alfonso Ascione Accede al ballottaggio | 19.817               | 39,23 | 2.798            | 5,67   | 1     |       |
| Socialisti Democratici Italiani      | Alfonso Ascione Accede al ballottaggio | 19.817               | 39,23 | 2.531            | 5,13   | 1     |       |
| Federazione dei Verdi                | Alfonso Ascione Accede al ballottaggio | 19.817               | 39,23 | 2.181            | 4,42   | 1     |       |
| Rifondazione Comunista               | Alfonso Ascione Accede al ballottaggio | 19.817               | 39,23 | 1.004            | 2,04   | -     |       |
| Comunisti Italiani                   | Alfonso Ascione Accede al ballottaggio | 19.817               | 39,23 | 385              | 0,78   | -     |       |
| Seggio di coalizione                 | Seggio di coalizione                   | Seggio di coalizione | 39,23 | 1                |        |       |       |
|                                      | Valerio Ciavolino                      | 9.007                | 17,83 | Unione di Centro | 4.082  | 8,28  | 1     |
| Seggio di coalizione                 | Seggio di coalizione                   | Seggio di coalizione | 17,83 | 1                |        |       |       |
| Totale                               | Totale                                 | 49.318               | 100   |                  | 50.521 | 100   | 30    |

### Volla
| Candidati                             | Candidati                              | Voti                        | %     | Liste                   | Voti   | %     | Seggi |
| ------------------------------------- | -------------------------------------- | --------------------------- | ----- | ----------------------- | ------ | ----- | ----- |
|                                       | Salvatore Ricci Accede al ballottaggio | 6.462                       | 48,22 | Forza Italia            | 2.601  | 20,21 | 5     |
| Italia di Mezzo                       | Salvatore Ricci Accede al ballottaggio | 6.462                       | 48,22 | 1.378                   | 10,71  | 3     |       |
| Unione di Centro                      | Salvatore Ricci Accede al ballottaggio | 6.462                       | 48,22 | 1.039                   | 8,07   | 2     |       |
| Alleanza Nazionale                    | Salvatore Ricci Accede al ballottaggio | 6.462                       | 48,22 | 783                     | 6,08   | 1     |       |
| Terra Mia                             | Salvatore Ricci Accede al ballottaggio | 6.462                       | 48,22 | 597                     | 4,64   | 1     |       |
| Nuovo PSI                             | Salvatore Ricci Accede al ballottaggio | 6.462                       | 48,22 | 168                     | 1,31   | -     |       |
| Democrazia Cristiana per le Autonomie | Salvatore Ricci Accede al ballottaggio | 6.462                       | 48,22 | 28                      | 0,22   | -     |       |
|                                       | Angelo Guadagno Accede al ballottaggio | 5.204                       | 38,83 | Democratici di Sinistra | 1.520  | 11,81 | 2     |
| La Margherita                         | Angelo Guadagno Accede al ballottaggio | 5.204                       | 38,83 | 1.460                   | 11,34  | 2     |       |
| Federazione dei Verdi                 | Angelo Guadagno Accede al ballottaggio | 5.204                       | 38,83 | 715                     | 5,55   | 1     |       |
| Socialisti Democratici Italiani       | Angelo Guadagno Accede al ballottaggio | 5.204                       | 38,83 | 673                     | 5,23   | 1     |       |
| Italia dei Valori                     | Angelo Guadagno Accede al ballottaggio | 5.204                       | 38,83 | 360                     | 2,80   | -     |       |
| Udeur                                 | Angelo Guadagno Accede al ballottaggio | 5.204                       | 38,83 | 144                     | 1,12   | -     |       |
| Seggio al candidato sindaco           | Seggio al candidato sindaco            | Seggio al candidato sindaco | 38,83 | 1                       |        |       |       |
|                                       | Antonio Iorio                          | 1.312                       | 9,79  | Liberi per Volla        | 866    | 6,73  |       |
| Seggio al candidato sindaco           | Seggio al candidato sindaco            | Seggio al candidato sindaco | 9,79  | 1                       |        |       |       |
|                                       | Michele Sannino                        | 293                         | 2,19  | Rifondazione Comunista  | 213    | 1,65  | -     |
| Comunisti Italiani                    | Michele Sannino                        | 293                         | 2,19  | 120                     | 0,93   | -     |       |
|                                       | Domenico Ferone                        | 130                         | 0,97  | Democrazia Cristiana    | 207    | 1,61  | -     |
| Totale                                | Totale                                 | 12.872                      | 100   |                         | 13.401 | 100   | 20    |

## Caserta

### Aversa
| Candidati                                                | Candidati                      | Voti                 | %     | Liste                                         | Voti   | %     | Seggi |
| -------------------------------------------------------- | ------------------------------ | -------------------- | ----- | --------------------------------------------- | ------ | ----- | ----- |
|                                                          | Domenico Ciaramella ✔️ Sindaco | 20.135               | 59,97 | Forza Italia                                  | 7.404  | 22,50 | 8     |
| Unione di Centro                                         | Domenico Ciaramella ✔️ Sindaco | 20.135               | 59,97 | 3.350                                         | 10,18  | 4     |       |
| Alleanza Nazionale                                       | Domenico Ciaramella ✔️ Sindaco | 20.135               | 59,97 | 2.819                                         | 8,57   | 3     |       |
| Città della Libertà                                      | Domenico Ciaramella ✔️ Sindaco | 20.135               | 59,97 | 1.658                                         | 5,04   | 2     |       |
| Aversa Popolare per Ciaramella                           | Domenico Ciaramella ✔️ Sindaco | 20.135               | 59,97 | 1.535                                         | 4,56   | 1     |       |
| Popolari Normanni                                        | Domenico Ciaramella ✔️ Sindaco | 20.135               | 59,97 | 863                                           | 2,62   | 1     |       |
| Nuovo PSI                                                | Domenico Ciaramella ✔️ Sindaco | 20.135               | 59,97 | 765                                           | 2,32   | -     |       |
| Italia di Mezzo                                          | Domenico Ciaramella ✔️ Sindaco | 20.135               | 59,97 | 716                                           | 2,18   | -     |       |
| Terzo Polo                                               | Domenico Ciaramella ✔️ Sindaco | 20.135               | 59,97 | 512                                           | 1,56   | -     |       |
| Democrazia Cristiana per le Autonomie-Italiani nel Mondo | Domenico Ciaramella ✔️ Sindaco | 20.135               | 59,97 | 141                                           | 0,43   | -     |       |
| Partito Pensionati                                       | Domenico Ciaramella ✔️ Sindaco | 20.135               | 59,97 | 110                                           | 0,33   | -     |       |
|                                                          | Giuseppe Stabile               | 8.614                | 25,66 | Lista Stabile Progetto Democratico per Aversa | 3.967  | 12,06 | 4     |
| Democratici di Sinistra                                  | Giuseppe Stabile               | 8.614                | 25,66 | 2.865                                         | 8,71   | 2     |       |
| La Margherita                                            | Giuseppe Stabile               | 8.614                | 25,66 | 1.143                                         | 3,47   | 1     |       |
| Democrazia Cristiana                                     | Giuseppe Stabile               | 8.614                | 25,66 | 1.116                                         | 3,50   | 1     |       |
| Federazione dei Verdi                                    | Giuseppe Stabile               | 8.614                | 25,66 | 337                                           | 1,02   | -     |       |
| Italia dei Valori                                        | Giuseppe Stabile               | 8.614                | 25,66 | 337                                           | 1,02   | -     |       |
| Seggio di coalizione                                     | Seggio di coalizione           | Seggio di coalizione | 25,66 | 1                                             |        |       |       |
|                                                          | Paolo Santulli                 | 2.306                | 6,87  | Nuovo Sud                                     | 1.343  | 4,08  | 1     |
| Unione Democratica per la Repubblica                     | Paolo Santulli                 | 2.306                | 6,87  | 862                                           | 2,62   | -     |       |
| Seggio di coalizione                                     | Seggio di coalizione           | Seggio di coalizione | 6,87  | 1                                             |        |       |       |
|                                                          | Domenico Rosato                | 1.855                | 5,33  | Partito della Rifondazione Comunista          | 599    | 1,82  | -     |
| Comunisti Italiani                                       | Domenico Rosato                | 1.855                | 5,33  | 523                                           | 1,59   | -     |       |
| Seggio di coalizione                                     | Seggio di coalizione           | Seggio di coalizione | 5,33  | 1                                             |        |       |       |
|                                                          | Gabriele Iorio                 | 663                  | 1,97  | Unità Democratica per Aversa                  | 645    | 1,96  | -     |
| Totale                                                   | Totale                         | 32.907               | 100   |                                               | 33.573 | 100   | 30    |

### Casal di Principe
| Candidati                                 | Candidati                                 | Voti                        | %     | Liste                   | Voti   | %     | Seggi |
| ----------------------------------------- | ----------------------------------------- | --------------------------- | ----- | ----------------------- | ------ | ----- | ----- |
|                                           | Cristiano Cipriano Accede al ballottaggio | 5.675                       | 43,77 | Forza Italia            | 3.579  | 27,90 | 7     |
| Alleanza Nazionale                        | Cristiano Cipriano Accede al ballottaggio | 5.675                       | 43,77 | 1.040                   | 8,11   | 2     |       |
| Unione di Centro                          | Cristiano Cipriano Accede al ballottaggio | 5.675                       | 43,77 | 947                     | 7,38   | 2     |       |
| Popolo della Libertà                      | Cristiano Cipriano Accede al ballottaggio | 5.675                       | 43,77 | 755                     | 5,86   | 1     |       |
|                                           | Sebastiano Ferraro Accede al ballottaggio | 3.778                       | 29,14 | Udeur                   | 2.089  | 16,28 | 3     |
| Forza di centro                           | Sebastiano Ferraro Accede al ballottaggio | 3.778                       | 29,14 | 1.157                   | 9,02   | 2     |       |
| Democrazia Cristiana                      | Sebastiano Ferraro Accede al ballottaggio | 3.778                       | 29,14 | 485                     | 3,78   | -     |       |
| Socialisti Democratici Italiani-Nuovo PSI | Sebastiano Ferraro Accede al ballottaggio | 3.778                       | 29,14 | 348                     | 2,71   | -     |       |
| La Margherita                             | Sebastiano Ferraro Accede al ballottaggio | 3.778                       | 29,14 | 264                     | 2,06   |       |       |
| Seggio al candidato sindaco               | Seggio al candidato sindaco               | Seggio al candidato sindaco | 29,14 | 1                       |        |       |       |
|                                           | Luigi Scalzone                            | 2.106                       | 16,24 | Democratici di Sinistra | 668    | 5,21  | -     |
| Italia di Mezzo                           | Luigi Scalzone                            | 2.106                       | 16,24 | 529                     | 4,12   | -     |       |
| Pace Ambiente Solidarietà                 | Luigi Scalzone                            | 2.106                       | 16,24 | 211                     | 1,64   | -     |       |
| Seggio al candidato sindaco               | Seggio al candidato sindaco               | Seggio al candidato sindaco | 16,24 | 1                       |        |       |       |
|                                           | Aleessandro Diana                         | 1.406                       | 10,84 | Nuova Alba              | 761    | 5,93  | -     |
| Seggio al candidato sindaco               | Seggio al candidato sindaco               | Seggio al candidato sindaco | 10,84 | 1                       |        |       |       |
| Totale                                    | Totale                                    | 12.830                      | 100   |                         | 12.965 | 100   | 20    |

### San Felice a Cancello
| Candidati                             | Candidati                    | Voti                 | %     | Liste                           | Voti   | %     | Seggi |
| ------------------------------------- | ---------------------------- | -------------------- | ----- | ------------------------------- | ------ | ----- | ----- |
|                                       | Pasquale De Lucia ✔️ Sindaco | 8.351                | 71,78 | Rinascita                       | 2.553  | 22,36 | 5     |
| La Margherita                         | Pasquale De Lucia ✔️ Sindaco | 8.351                | 71,78 | 2.219                           | 19,44  | 5     |       |
| Udeur                                 | Pasquale De Lucia ✔️ Sindaco | 8.351                | 71,78 | 1.557                           | 13,64  | 3     |       |
| Democrazia Cristiana                  | Pasquale De Lucia ✔️ Sindaco | 8.351                | 71,78 | 1.286                           | 11,26  | 3     |       |
| Federazione dei Verdi                 | Pasquale De Lucia ✔️ Sindaco | 8.351                | 71,78 | 507                             | 4,44   | 1     |       |
| Democratici di Sinistra               | Pasquale De Lucia ✔️ Sindaco | 8.351                | 71,78 | 409                             | 3,58   | -     |       |
| Rifondazione Comunista                | Pasquale De Lucia ✔️ Sindaco | 8.351                | 71,78 | 274                             | 2,40   | -     |       |
|                                       | Francesco Buonomano          | 2.085                | 17,92 | Socialisti Democratici Italiani | 956    | 8,37  | 1     |
| Civitas                               | Francesco Buonomano          | 2.085                | 17,92 | 758                             | 6,64   | 1     |       |
| Seggio di coalizione                  | Seggio di coalizione         | Seggio di coalizione | 17,92 | 1                               |        |       |       |
|                                       | Clementina Iadaresta         | 673                  | 5,78  | Forza Italia                    | 453    | 3,97  | -     |
| Democrazia Cristiana per le Autonomie | Clementina Iadaresta         | 673                  | 5,78  | 28                              | 0,25   | -     |       |
|                                       | Giulio Russo                 | 525                  | 4,51  | La Ginestra                     | 417    | 3,65  | -     |
| Totale                                | Totale                       | 11.417               | 100   |                                 | 11.634 | 100   | 20    |

### Santa Maria Capua Vetere
| Candidati                                | Candidati                                    | Voti                 | %     | Liste                                    | Voti   | %     | Seggi |
| ---------------------------------------- | -------------------------------------------- | -------------------- | ----- | ---------------------------------------- | ------ | ----- | ----- |
|                                          | Giancarlo Giudicianni Accede al ballottaggio | 9.598                | 44,07 | La Margherita                            | 2.865  | 13,42 | 6     |
| Democrazia Cristiana                     | Giancarlo Giudicianni Accede al ballottaggio | 9.598                | 44,07 | 1.863                                    | 8,73   | 4     |       |
| Progetto Democratico                     | Giancarlo Giudicianni Accede al ballottaggio | 9.598                | 44,07 | 1.602                                    | 7,50   | 3     |       |
| Verso il Partito Democratico             | Giancarlo Giudicianni Accede al ballottaggio | 9.598                | 44,07 | 973                                      | 4,56   | 2     |       |
| Italia di Mezzo                          | Giancarlo Giudicianni Accede al ballottaggio | 9.598                | 44,07 | 922                                      | 4,32   | 1     |       |
| Insieme per Giudicianni                  | Giancarlo Giudicianni Accede al ballottaggio | 9.598                | 44,07 | 894                                      | 4,19   | 1     |       |
| Partito della Rifondazione Comunista     | Giancarlo Giudicianni Accede al ballottaggio | 9.598                | 44,07 | 754                                      | 3,53   | 1     |       |
| Il Girasole                              | Giancarlo Giudicianni Accede al ballottaggio | 9.598                | 44,07 | 326                                      | 1,53   | -     |       |
| Italia dei Valori                        | Giancarlo Giudicianni Accede al ballottaggio | 9.598                | 44,07 | 286                                      | 1,34   | -     |       |
|                                          | Maria Luisa Chirico Accede al ballottaggio   | 4.446                | 20,43 | Democratici di Sinistra                  | 1.269  | 5,94  | 2     |
| Udeur                                    | Maria Luisa Chirico Accede al ballottaggio   | 4.446                | 20,43 | 1.163                                    | 5,45   | 2     |       |
| Socialisti Democratici Italiani          | Maria Luisa Chirico Accede al ballottaggio   | 4.446                | 20,43 | 929                                      | 4,35   | 1     |       |
| Idea Città                               | Maria Luisa Chirico Accede al ballottaggio   | 4.446                | 20,43 | 792                                      | 3,71   | 1     |       |
| Federazione dei Verdi-Comunisti Italiani | Maria Luisa Chirico Accede al ballottaggio   | 4.446                | 20,43 | 455                                      | 2,13   | -     |       |
| Giovani per il Progetto Democratico      | Maria Luisa Chirico Accede al ballottaggio   | 4.446                | 20,43 | 6                                        | 0,03   | -     |       |
| Seggio di coalizione                     | Seggio di coalizione                         | Seggio di coalizione | 20,43 | 1                                        |        |       |       |
|                                          | Francesco Lopez                              | 3.869                | 17,78 | Alleanza Nazionale                       | 1.305  | 6,11  | 2     |
| Forza Italia                             | Francesco Lopez                              | 3.869                | 17,78 | 1.272                                    | 5,96   | 1     |       |
| Insieme per Lopez Sindaco                | Francesco Lopez                              | 3.869                | 17,78 | 374                                      | 1,75   | -     |       |
| Movimento delle Libertà                  | Francesco Lopez                              | 3.869                | 17,78 | 133                                      | 0,62   | -     |       |
| Democrazia Cristiana per le Autonomie    | Francesco Lopez                              | 3.869                | 17,78 | 36                                       | 0,17   | -     |       |
| Seggio di coalizione                     | Seggio di coalizione                         | Seggio di coalizione | 17,78 | 1                                        |        |       |       |
|                                          | Alfonso Martucci                             | 1.980                | 9,10  | Unione di Centro                         | 783    | 3,67  | -     |
| Insieme per Martucci                     | Alfonso Martucci                             | 1.980                | 9,10  | 439                                      | 2,06   | -     |       |
| I Giovani per Santa Maria Capua Vetere   | Alfonso Martucci                             | 1.980                | 9,10  | 222                                      | 1,04   | -     |       |
| Seggio di coalizione                     | Seggio di coalizione                         | Seggio di coalizione | 9,10  | 1                                        |        |       |       |
|                                          | Angelo Piraino                               | 606                  | 2,79  | Movimento Democratico Popolare           | 520    | 2,44  | -     |
| Italiani nel Mondo                       | Angelo Piraino                               | 606                  | 2,79  | 47                                       | 0,22   | -     |       |
|                                          | Michele Spina                                | 555                  | 2,55  | Partecipazione e Solidarietà             | 432    | 2,02  | -     |
| Parità e Diritti                         | Michele Spina                                | 555                  | 2,55  | 102                                      | 0,48   | -     |       |
| Civiltà e Futuro                         | Michele Spina                                | 555                  | 2,55  | 22                                       | 0,10   | -     |       |
|                                          | Pierfrancesco Lugnano                        | 370                  | 1,70  | Rinascita Cittadina                      | 281    | 1,32  | -     |
|                                          | Giovanni Pimpinella                          | 344                  | 1,58  | Centro Città Movimento Civico Pimpinella | 285    | 1,33  | -     |
| Totale                                   | Totale                                       | 21.352               | 100   |                                          | 21.759 | 100   | 30    |

### Sessa Aurunca
| Candidati                                                  | Candidati                              | Voti                 | %     | Liste                           | Voti   | %     | Seggi |
| ---------------------------------------------------------- | -------------------------------------- | -------------------- | ----- | ------------------------------- | ------ | ----- | ----- |
|                                                            | Luciano Di Meo Accede al ballottaggio  | 4.390                | 28,58 | Democratici di Sinistra         | 1.982  | 13,22 | 5     |
| La Margherita                                              | Luciano Di Meo Accede al ballottaggio  | 4.390                | 28,58 | 1.863                           | 12,43  | 5     |       |
| Udeur                                                      | Luciano Di Meo Accede al ballottaggio  | 4.390                | 28,58 | 576                             | 3,84   | 1     |       |
| Partito della Rifondazione Comunista-Federazione dei Verdi | Luciano Di Meo Accede al ballottaggio  | 4.390                | 28,58 | 300                             | 2,00   | -     |       |
|                                                            | Luigi Tommasino Accede al ballottaggio | 5.531                | 36,00 | Alleanza Nazionale              | 1.460  | 9,74  | 2     |
| Unione di Centro                                           | Luigi Tommasino Accede al ballottaggio | 5.531                | 36,00 | 1.030                           | 6,87   | 1     |       |
| Nuovo PSI                                                  | Luigi Tommasino Accede al ballottaggio | 5.531                | 36,00 | 688                             | 4,59   | -     |       |
| Forza Italia                                               | Luigi Tommasino Accede al ballottaggio | 5.531                | 36,00 | 637                             | 4,25   | -     |       |
| Patto Aurunco                                              | Luigi Tommasino Accede al ballottaggio | 5.531                | 36,00 | 586                             | 3,91   | -     |       |
| Democrazia Cristiana per le Autonomie                      | Luigi Tommasino Accede al ballottaggio | 5.531                | 36,00 | 80                              | 0,53   | -     |       |
| Seggio di coalizione                                       | Seggio di coalizione                   | Seggio di coalizione | 36,00 | 1                               |        |       |       |
|                                                            | Elio Meschinelli                       | 4.377                | 28,49 | Socialisti Democratici Italiani | 3.015  | 20,11 | 2     |
| Riformisti e Democratici                                   | Elio Meschinelli                       | 4.377                | 28,49 | 870                             | 5,80   | -     |       |
| Alternativa Democratica Aurunca                            | Elio Meschinelli                       | 4.377                | 28,49 | 863                             | 5,76   | 1     |       |
| Comunisti Italiani                                         | Elio Meschinelli                       | 4.377                | 28,49 | 253                             | 1,69   | -     |       |
| Seggio di coalizione                                       | Seggio di coalizione                   | Seggio di coalizione | 28,49 | 1                               |        |       |       |
|                                                            | Antonio Passaretta                     | 1.065                | 6,93  | Italia di Mezzo                 | 625    | 4,17  | -     |
| Insieme per Sessa                                          | Antonio Passaretta                     | 1.065                | 6,93  | 165                             | 1,10   | -     |       |
| Seggio di coalizione                                       | Seggio di coalizione                   | Seggio di coalizione | 6,93  | 1                               |        |       |       |
| Totale                                                     | Totale                                 | 14.993               | 100   |                                 | 15.363 | 100   | 20    |

## Salerno

### Agropoli
| Candidati                             | Candidati                    | Voti                        | %     | Liste                   | Voti   | %     | Seggi |
| ------------------------------------- | ---------------------------- | --------------------------- | ----- | ----------------------- | ------ | ----- | ----- |
|                                       | Francesco Alfieri ✔️ Sindaco | 7.605                       | 55,13 | La Margherita           | 2.246  | 16,64 | 4     |
| Lista Alfieri                         | Francesco Alfieri ✔️ Sindaco | 7.605                       | 55,13 | 1.646                   | 12,20  | 3     |       |
| Socialisti Democratici Italiani       | Francesco Alfieri ✔️ Sindaco | 7.605                       | 55,13 | 1.225                   | 9,08   | 2     |       |
| Italia dei Valori                     | Francesco Alfieri ✔️ Sindaco | 7.605                       | 55,13 | 1.100                   | 8,15   | 2     |       |
| Udeur                                 | Francesco Alfieri ✔️ Sindaco | 7.605                       | 55,13 | 814                     | 6,03   | 1     |       |
| Democrazia Federalista                | Francesco Alfieri ✔️ Sindaco | 7.605                       | 55,13 | 652                     | 4,83   | 1     |       |
| Rifondazione Comunista                | Francesco Alfieri ✔️ Sindaco | 7.605                       | 55,13 | 513                     | 3,80   | 1     |       |
| Federazione dei Verdi                 | Francesco Alfieri ✔️ Sindaco | 7.605                       | 55,13 | 290                     | 2,15   | -     |       |
|                                       | Vincenzo Sarnicola           | 2.582                       | 18,72 | Forza Italia            | 1.637  | 12,13 | 2     |
| Alleanza Nazionale                    | Vincenzo Sarnicola           | 2.582                       | 18,72 | 670                     | 4,96   | 1     |       |
| Lista Sarnicola & Progresso           | Vincenzo Sarnicola           | 2.582                       | 18,72 | 120                     | 0,89   | 1     |       |
| Lista Rauti                           | Vincenzo Sarnicola           | 2.582                       | 18,72 | 20                      | 0,15   | -     |       |
| Democrazia Cristiana per le Autonomie | Vincenzo Sarnicola           | 2.582                       | 18,72 | 7                       | 0,05   | -     |       |
| Seggio al candidato sindaco           | Seggio al candidato sindaco  | Seggio al candidato sindaco | 18,72 | 1                       |        |       |       |
|                                       | Antonio Domini               | 2.404                       | 17,43 | Democratici di Sinistra | 826    | 6,12  | 1     |
| Popolari per Agropoli                 | Antonio Domini               | 2.404                       | 17,43 | 619                     | 4,59   | -     |       |
| Lista Domini Uniti per Agropoli       | Antonio Domini               | 2.404                       | 17,43 | 356                     | 2,64   | -     |       |
| Seggio al candidato sindaco           | Seggio al candidato sindaco  | Seggio al candidato sindaco | 17,43 | 1                       |        |       |       |
|                                       | Elvira Serra                 | 746                         | 5,41  | Unione di Centro        | 244    | 1,81  | -     |
| Lista Rosa                            | Elvira Serra                 | 746                         | 5,41  | 220                     | 1,63   | -     |       |
| Azione Sociale                        | Elvira Serra                 | 746                         | 5,41  | 32                      | 0,24   | -     |       |
|                                       | Florigi De Feo               | 457                         | 3,31  | Italia di Mezzo         | 197    | 1,46  | -     |
| Azzurri                               | Florigi De Feo               | 457                         | 3,31  | 61                      | 0,45   | -     |       |
| Totale                                | Totale                       | 13.495                      | 100   |                         | 13.794 | 100   | 20    |

### Angri
| Candidati                             | Candidati                                | Voti                        | %     | Liste               | Voti   | %     | Seggi |
| ------------------------------------- | ---------------------------------------- | --------------------------- | ----- | ------------------- | ------ | ----- | ----- |
|                                       | Gianpaolo Mazzola Accede al ballottaggio | 7.700                       | 36,62 | Alleanza Nazionale  | 2.081  | 10,25 | 2     |
| Gianpaolo Mazzola Sindaco             | Gianpaolo Mazzola Accede al ballottaggio | 7.700                       | 36,62 | 1.711               | 8,43   | 2     |       |
| Unione di Centro                      | Gianpaolo Mazzola Accede al ballottaggio | 7.700                       | 36,62 | 1.442               | 7,10   | 2     |       |
| Forza Italia                          | Gianpaolo Mazzola Accede al ballottaggio | 7.700                       | 36,62 | 1.056               | 5,20   | 1     |       |
| Democrazia Cristiana per le Autonomie | Gianpaolo Mazzola Accede al ballottaggio | 7.700                       | 36,62 | 243                 | 1,20   | -     |       |
| Partito Repubblicano Italiano         | Gianpaolo Mazzola Accede al ballottaggio | 7.700                       | 36,62 | 233                 | 1,15   | -     |       |
|                                       | Pasquale Mauri Accede al ballottaggio    | 9.131                       | 43,42 | Udeur               | 2.820  | 13,89 | 3     |
| Alleanza Democratica Angrese          | Pasquale Mauri Accede al ballottaggio    | 9.131                       | 43,42 | 1.752               | 8,63   | 2     |       |
| Città Nuova                           | Pasquale Mauri Accede al ballottaggio    | 9.131                       | 43,42 | 1.623               | 7,99   | 2     |       |
| Socialisti Democratici Italiani       | Pasquale Mauri Accede al ballottaggio    | 9.131                       | 43,42 | 1.230               | 6,06   | 1     |       |
| Rinascita Angrese                     | Pasquale Mauri Accede al ballottaggio    | 9.131                       | 43,42 | 911                 | 4,49   | 1     |       |
| Uniti per la Nostra Terra             | Pasquale Mauri Accede al ballottaggio    | 9.131                       | 43,42 | 856                 | 4,22   | 1     |       |
| Aria Pulita                           | Pasquale Mauri Accede al ballottaggio    | 9.131                       | 43,42 | 803                 | 3,95   | 1     |       |
| Italia dei Valori                     | Pasquale Mauri Accede al ballottaggio    | 9.131                       | 43,42 | 469                 | 2,31   | -     |       |
| Seggio al candidato sindaco           | Seggio al candidato sindaco              | Seggio al candidato sindaco | 43,42 | 1                   |        |       |       |
|                                       | Giovanni Padovano                        | 2.121                       | 10,09 | L'Ulivo             | 1.513  | 7,45  | -     |
| Federazione dei Verdi                 | Giovanni Padovano                        | 2.121                       | 10,09 | 286                 | 1,41   | -     |       |
| Seggio al candidato sindaco           | Seggio al candidato sindaco              | Seggio al candidato sindaco | 10,09 | 1                   |        |       |       |
|                                       | Eliodoro Barba                           | 1.250                       | 5,94  | Noi Liberi e Uguali | 456    | 2,25  | -     |
| Rifondazione Comunista                | Eliodoro Barba                           | 1.250                       | 5,94  | 371                 | 1,83   | -     |       |
|                                       | Roberto Maria Postiglione                | 556                         | 2,64  | Riscatto Sociale    | 190    | 0,94  | -     |
|                                       | Angelo Scoppa                            | 270                         | 1,28  | Italia di Mezzo     | 259    | 1,28  | -     |
| Totale                                | Totale                                   | 20.305                      | 100   |                     | 21.028 | 100   | 20    |

### Battipaglia
| Candidati                             | Candidati                               | Voti                 | %     | Liste                                                      | Voti   | %     | Seggi |
| ------------------------------------- | --------------------------------------- | -------------------- | ----- | ---------------------------------------------------------- | ------ | ----- | ----- |
|                                       | Gennaro Barlotti Accede al ballottaggio | 12.226               | 35,86 | Alleanza Nazionale                                         | 4.131  | 12,51 | 4     |
| Forza Italia                          | Gennaro Barlotti Accede al ballottaggio | 12.226               | 35,86 | 3.965                                                      | 12,00  | 4     |       |
| Unione di Centro                      | Gennaro Barlotti Accede al ballottaggio | 12.226               | 35,86 | 1.286                                                      | 3,89   | 1     |       |
| Identità e Futuro                     | Gennaro Barlotti Accede al ballottaggio | 12.226               | 35,86 | 967                                                        | 2,93   | -     |       |
| Partito Pensionati                    | Gennaro Barlotti Accede al ballottaggio | 12.226               | 35,86 | 38                                                         | 0,12   | -     |       |
|                                       | Fernando Zara Accede al ballottaggio    | 15.413               | 45,21 | Udeur                                                      | 5.520  | 16,71 | 6     |
| La Margherita                         | Fernando Zara Accede al ballottaggio    | 15.413               | 45,21 | 4.123                                                      | 12,48  | 4     |       |
| Alleanza Sociale                      | Fernando Zara Accede al ballottaggio    | 15.413               | 45,21 | 2.305                                                      | 6,98   | 2     |       |
| Forza Battipaglia Autonomia           | Fernando Zara Accede al ballottaggio    | 15.413               | 45,21 | 1.931                                                      | 5,85   | 2     |       |
| Democrazia Cristiana                  | Fernando Zara Accede al ballottaggio    | 15.413               | 45,21 | 1.734                                                      | 5,25   | 1     |       |
| Repubblicani-Socialisti               | Fernando Zara Accede al ballottaggio    | 15.413               | 45,21 | 1.412                                                      | 4,28   | 1     |       |
| Democrazia Cristiana per le Autonomie | Fernando Zara Accede al ballottaggio    | 15.413               | 45,21 | 1.226                                                      | 3,71   | 1     |       |
| Seggio di coalizione                  | Seggio di coalizione                    | Seggio di coalizione | 45,21 | 1                                                          |        |       |       |
|                                       | Salvatore Anzalone                      | 3.708                | 10,88 | Lista Civica per il Partito Democratico Battipaglia Cambia | 1.873  | 5,67  | 1     |
| Italia dei Valori                     | Salvatore Anzalone                      | 3.708                | 10,88 | 613                                                        | 1,86   | -     |       |
| Seggio di coalizione                  | Seggio di coalizione                    | Seggio di coalizione | 10,88 | 1                                                          |        |       |       |
|                                       | Antonio Mutarelli                       | 1.013                | 2,97  | Rifondazione Comunista                                     | 703    | 2,13  | -     |
|                                       | Silvana Magali Rocco                    | 668                  | 1,96  | Federazione dei Verdi                                      | 389    | 1,18  | -     |
|                                       | Carmine Bucciarelli                     | 640                  | 1,88  | Socialisti Democratici Italiani                            | 475    | 1,44  | -     |
|                                       | Emilio Maiorano                         | 422                  | 1,24  | Italia di Mezzo-Altri                                      | 337    | 1,02  | -     |
| Totale                                | Totale                                  | 33.028               | 100   |                                                            | 34.090 | 100   | 30    |

### Capaccio
| Candidati                             | Candidati                   | Voti                        | %     | Liste          | Voti   | %     | Seggi |
| ------------------------------------- | --------------------------- | --------------------------- | ----- | -------------- | ------ | ----- | ----- |
|                                       | Pasquale Marino ✔️ Sindaco  | 7.345                       | 52,07 | Venti Nuovi    | 2.629  | 18,96 | 5     |
| Insieme per Capaccio Paestum          | Pasquale Marino ✔️ Sindaco  | 7.345                       | 52,07 | 2.505          | 18,07  | 4     |       |
| L'Ulivo                               | Pasquale Marino ✔️ Sindaco  | 7.345                       | 52,07 | 1.528          | 11,02  | 2     |       |
| Uniti per Cambiare                    | Pasquale Marino ✔️ Sindaco  | 7.345                       | 52,07 | 1.362          | 9,82   | 2     |       |
| Nuovosud                              | Pasquale Marino ✔️ Sindaco  | 7.345                       | 52,07 | 764            | 5,51   | 1     |       |
|                                       | Giuseppe Antonio Troncone   | 3.419                       | 24,24 | Forza Italia   | 1.973  | 14,23 | 3     |
| Alleanza Nazionale                    | Giuseppe Antonio Troncone   | 3.419                       | 24,24 | 573            | 4,13   | -     |       |
| Democrazia Cristiana per le Autonomie | Giuseppe Antonio Troncone   | 3.419                       | 24,24 | 186            | 1,34   | -     |       |
| Seggio al candidato sindaco           | Seggio al candidato sindaco | Seggio al candidato sindaco | 24,24 | 1              |        |       |       |
|                                       | Luigi Di Lascio             | 1.933                       | 13,70 | Città Futura   | 431    | 3,11  | -     |
| Rifondazione Comunista                | Luigi Di Lascio             | 1.933                       | 13,70 | 326            | 2,35   | -     |       |
| Lista Donne                           | Luigi Di Lascio             | 1.933                       | 13,70 | 170            | 1,23   | -     |       |
| Federazione dei Verdi                 | Luigi Di Lascio             | 1.933                       | 13,70 | 120            | 0,87   | -     |       |
| Seggio al candidato sindaco           | Seggio al candidato sindaco | Seggio al candidato sindaco | 13,70 | 1              |        |       |       |
|                                       | Carmelo Pagano              | 936                         | 6,64  | Udeur          | 877    | 6,32  | -     |
|                                       | Luciano Farro               | 473                         | 3,35  | Azione Sociale | 422    | 3,04  | -     |
| Totale                                | Totale                      | '13.866                     | 100   |                | 14.106 | 100   | 20    |

### Nocera Inferiore
| Candidati                             | Candidati                 | Voti                 | %     | Liste            | Voti   | %     | Seggi |
| ------------------------------------- | ------------------------- | -------------------- | ----- | ---------------- | ------ | ----- | ----- |
|                                       | Antonio Romano ✔️ Sindaco | 18.286               | 57,09 | La Margherita    | 6.045  | 19,32 | 6     |
| Udeur                                 | Antonio Romano ✔️ Sindaco | 18.286               | 57,09 | 5.640            | 18,02  | 6     |       |
| Democratici di Sinistra               | Antonio Romano ✔️ Sindaco | 18.286               | 57,09 | 2.948            | 9,42   | 3     |       |
| Socialisti Democratici Italiani       | Antonio Romano ✔️ Sindaco | 18.286               | 57,09 | 2.002            | 6,40   | 2     |       |
| Rifondazione Comunista                | Antonio Romano ✔️ Sindaco | 18.286               | 57,09 | 1.005            | 3,21   | 1     |       |
| Democrazia Federalista Campania       | Antonio Romano ✔️ Sindaco | 18.286               | 57,09 | 991              | 3,17   | 1     |       |
| Federazione dei Verdi                 | Antonio Romano ✔️ Sindaco | 18.286               | 57,09 | 824              | 2,63   | -     |       |
| Democrazia Cristiana                  | Antonio Romano ✔️ Sindaco | 18.286               | 57,09 | 245              | 0,78   | -     |       |
| Comunisti Italiani                    | Antonio Romano ✔️ Sindaco | 18.286               | 57,09 | 73               | 0,23   | -     |       |
|                                       | Francesco Salzano         | 13.065               | 40,79 | Unione di Centro | 3.743  | 11,96 | 4     |
| Alleanza Nazionale                    | Francesco Salzano         | 13.065               | 40,79 | 3.681            | 11,76  | 4     |       |
| Forza Italia                          | Francesco Salzano         | 13.065               | 40,79 | 1.680            | 5,37   | 1     |       |
| Uniti per Nocera                      | Francesco Salzano         | 13.065               | 40,79 | 889              | 2,84   | 1     |       |
| Impegno Riformista per Nocera         | Francesco Salzano         | 13.065               | 40,79 | 722              | 2,31   | -     |       |
| Italia di Mezzo                       | Francesco Salzano         | 13.065               | 40,79 | 323              | 1,03   | -     |       |
| Democrazia Cristiana per le Autonomie | Francesco Salzano         | 13.065               | 40,79 | 164              | 0,52   | -     |       |
| Partito Repubblicano Italiano         | Francesco Salzano         | 13.065               | 40,79 | 32               | 0,10   | -     |       |
| Partito Pensionati                    | Francesco Salzano         | 13.065               | 40,79 | 30               | 0,10   | -     |       |
| Seggio di coalizione                  | Seggio di coalizione      | Seggio di coalizione | 40,79 | 1                |        |       |       |
|                                       | Annunziata Aitella        | 517                  | 1,61  | Altra Città      | 224    | 0,72  | -     |
|                                       | Maurizio Benigno          | 164                  | 0,51  | Lista Benigno    | 35     | 0,11  | -     |
| Totale                                | Totale                    | 31.296               | 100   |                  | 32.032 | 100   | 30    |

### Pagani
| Candidati                                                     | Candidati                   | Voti                 | %     | Liste                    | Voti   | %     | Seggi |
| ------------------------------------------------------------- | --------------------------- | -------------------- | ----- | ------------------------ | ------ | ----- | ----- |
|                                                               | Alberico Gambino ✔️ Sindaco | 17.880               | 76,68 | Forza Italia             | 5.377  | 23,40 | 8     |
| Lista Gambino                                                 | Alberico Gambino ✔️ Sindaco | 17.880               | 76,68 | 4.281                    | 18,63  | 6     |       |
| Unione di Centro                                              | Alberico Gambino ✔️ Sindaco | 17.880               | 76,68 | 3.618                    | 15,74  | 5     |       |
| Alleanza Nazionale                                            | Alberico Gambino ✔️ Sindaco | 17.880               | 76,68 | 2.526                    | 10,99  | 3     |       |
| Azzurri                                                       | Alberico Gambino ✔️ Sindaco | 17.880               | 76,68 | 1.443                    | 6,28   | 2     |       |
| Nuovo PSI-Partito Repubblicano Italiano-Circolo della Libertà | Alberico Gambino ✔️ Sindaco | 17.880               | 76,68 | 491                      | 2,94   | -     |       |
|                                                               | Antonio Zito                | 3.245                | 13,92 | Democratici di Sinistra  | 1.460  | 6,35  | 2     |
| Progressisti                                                  | Antonio Zito                | 3.245                | 13,92 | 1.228                    | 5,34   | 1     |       |
| Socialisti Democratici Italiani                               | Antonio Zito                | 3.245                | 13,92 | 880                      | 3,83   | 1     |       |
| Seggio di coalizione                                          | Seggio di coalizione        | Seggio di coalizione | 13,92 | 1                        |        |       |       |
|                                                               | Marcello Grimaldi           | 1.485                | 6,37  | Udeur                    | 1.093  | 4,76  | -     |
| Italia dei Valori-Democrazia Cristiana-Sud Italia             | Marcello Grimaldi           | 1.485                | 6,37  | 250                      | 1,09   | -     |       |
| Seggio di coalizione                                          | Seggio di coalizione        | Seggio di coalizione | 6,37  | 1                        |        |       |       |
|                                                               | Aristide Torre              | 709                  | 3,04  | Italiani nel Mondo-Altri | 332    | 1,44  | -     |
| Totale                                                        | Totale                      | 22.979               | 100   |                          | 23.319 | 100   | 30    |